# 3715 Štohl
A 3715 Štohl (ideiglenes jelöléssel 1980 DS) a Naprendszer kisbolygóövében található aszteroida. Antonín Mrkos fedezte fel 1980. február 19-én.